# Milan Menten
Milan Menten (ur. 31 października 1996 w Bilzen) – belgijski kolarz szosowy.

## Osiągnięcia
Opracowano na podstawie:

2013
- 3. miejsce w Keizer der Juniores

2014
- 1. miejsce na 3. etapie Trofeo Karlsberg

2017
- 2. miejsce w Paryż-Tours U23

2019
- 3. miejsce w Paryż-Troyes

2021
- 1. miejsce w klasyfikacji punktowej Kreiz Breizh Elites
- 1. miejsce na 3. etapie Tour of Croatia

2022
- 1. miejsce w Grand Prix de la Ville de Lillers

2023
- 1. miejsce w Le Samyn
- 2. miejsce w Grand Prix Criquielion
- 3. miejsce w Nokere Koerse
- 2. miejsce w Rund um Köln

## Rankingi
| Rok             | 2015  | 2016  | 2017  | 2018 | 2019 | 2020 | 2021 | 2022 | 2023 | 2024 |
| --------------- | ----- | ----- | ----- | ---- | ---- | ---- | ---- | ---- | ---- | ---- |
| World Ranking   |       | 1438. | 1087. | 356. | 420. | 944. | 192. | 197. | 82.  | 230. |
| UCI Europe Tour | 1200. | 968.  | 690.  | 203. | 333. | 740. | 163. | 160. | 67.  | -    |
|                 |       |       |       |      |      |      |      |      |      |      |
| Źródło: UCI     |       |       |       |      |      |      |      |      |      |      |